# Abyssochrysos

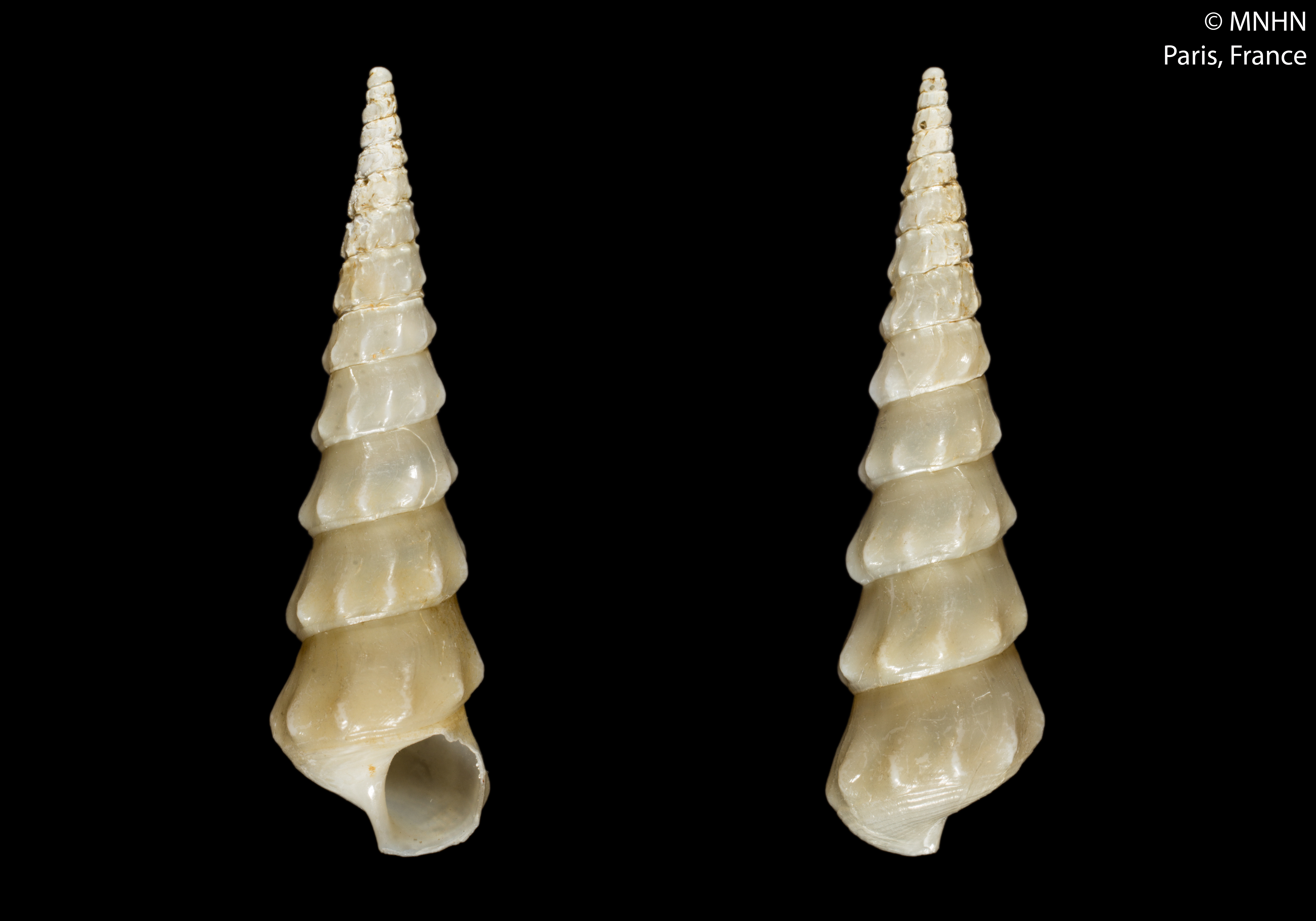
Abyssochrysos brasilianus

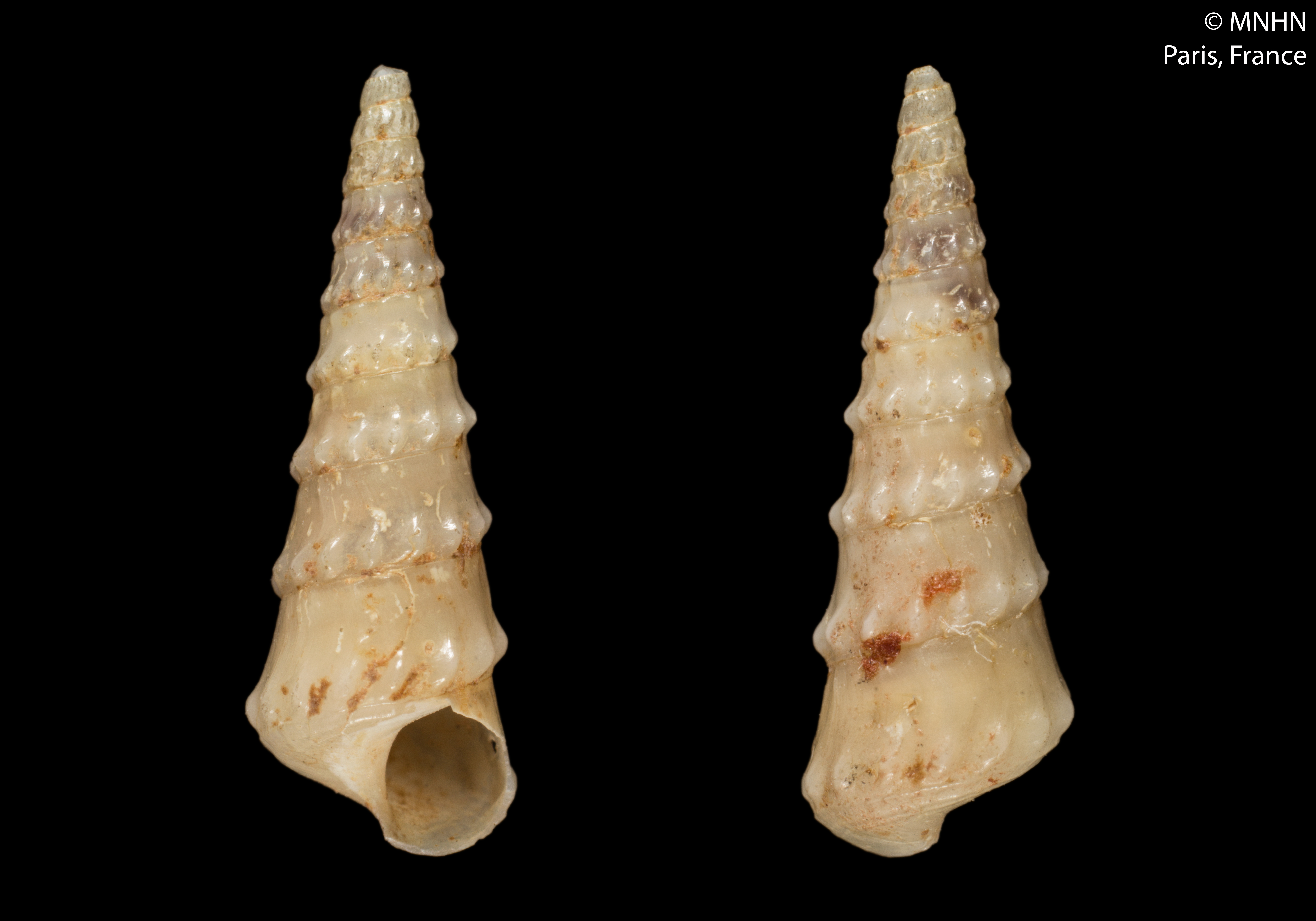
Abyssochrysos eburneus

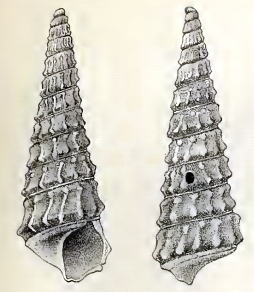
Abyssochrysos melvilli

Abyssochrysos  Tomlin, 1927 è un genere di mollusco gasteropode della sottoclasse Caenogastropoda. È l'unico genere della famiglia Abyssochrysidae.

## Descrizione
I membri del genere sono caratterizzati da gusci allungati e turriti scolpiti con costole assiali sporgenti e angolari che non seguono necessariamente le linee di crescita. La sutura è distinta e leggermente sovrastata dalla spirale precedente. L'apertura è ovata e il bordo esterno sinuoso. Le conchiglie sono ricoperte da un periostraco verde lucido, giallo brunastro o brunastro. L'opercolo è sottile, corneo, ovato e paucispirale con un nucleo sub-centrale. La cavità del mantello è profonda e ha un lungo ctenidio monopectinato e osfradio, a sinistra. Un organo dorsale destro simile a un pene nasce dalla gonna interna del mantello e i gonodotti palliali sono apparentemente chiusi. La testa ha un muso corto e tentacoli cefalici spessi privi di occhi. È presente una grande ghiandola esofagea. La radula è tenioglossa (formula radulare: 2 + 1 + 1 + 1 + 2) con un unico dente rachidiano a forma semilunare e denti laterali spessi, sinuosi, acutamente cuspidi.
Poco si sa dell'ecologia delle specie Abyssochrysos. Il loro habitat è nella zona batiale afotica e si trova all'interno delle isoterme di 11 °C e 4 °C. Alcuni studiosi hanno osservato che i caenogastropodi sono prevalentemente carnivori a profondità batiali sia nelle faune recenti che in quelle fossili. Tutti gli esemplari di Abyssochrysos sono stati trovati su sedimenti fangosi. La lunghezza dei nastri radulari, la mancanza di occhi e l'analisi delle loro palline fecali suggeriscono che si alimentino di detriti e non carnivori. Diversi esemplari di ciascuna specie avevano fori nei loro gusci che indicavano la predazione da parte delle lumache naticidi. Tutti gli esemplari avevano le spirali superiori gravemente erose. Il periostraco di colore bruno verdastro dell'Abyssochrysosè simile a quello dei gasteropodi d'acqua dolce ed è probabilmente una protezione contro l'erosione dell'acido carbonico.

## Distribuzione
Abyssochrysos ha una distribuzione geografica limitata ad alcune aree specifiche in funzione della specie:
- Abyssochrysos melanoides e Abyssochrysos melvilli sono entrambi rari e limitati alle zone batiali delle piattaforme continentali delle province marine dell'Indo-Pacifico occidentale e del Sudafrica;[5]
- Abyssochrysos brasilianum conosciuto solo nelle acque dell'Oceano Atlantico antistanti gli stati di Espírito Santo e Rio de Janeiro, del Brasile sud-orientale, a profondità di 640-1575 m;[6]
- Abyssochrysos eburneum nell'Atlantico al largo del Marocco meridionale;[6]
- Abyssochrysos bicinctus dallo stretto di Makassar, Indonesia;[6]
- Abyssochrysos xouthos conosciuto solo dalla località tipo al largo dell'Oman sudoccidentale nel Mar Arabico settentrionale ad una profondità di 3150 metri.[7]

## Tassonomia
La storia tassonomica della famiglia Abyssochrysidae e del suo unico genere Abyssochrysos riflette l'incertezza delle sue relazioni e del conseguente posizionamento. Thiele nel 1931 pose la famiglia Abyssochrysidae nella superfamiglia Cerithiacea collocandola interrogativamente tra le famiglie Melaniidae e Planaxidae. Pur tra molti dubbi questa classificazione rimase invariata per alcune decine di anni. Nel 1975, gli studiosi Golikov e Starabogatov esclusero la famiglia Abyssochrysidae dalla Cerithiacea a causa della presenza del pene, e l'hanno provvisoriamente assegnata alla superfamiglia Rissoidae sulla base dei caratteri della conchiglia. Successivamente Richard Houbrick in un suo studio sulla classificazione degli Abyssochrysidae osservò delle forti somiglianze fra alcune famiglie del gruppo estinto dei Loxonematoidea e gli Abyssochrysidae (in particolare Palaeozygopleuridae Horny, 1955, Pseudozygopleuridae Knight, 1930 e Zygopleuridae Wenz, 1938) e pose pertanto Abyssochrysidae nella superfamiglia Loxonematacea considerata ancestrale alla Cerithiacea.
Il posizionamento tassonomico della famiglia Abyssochrysidae venne modificato nel 2017 nella classificazione di Bouchet & Rocroi, che seguendo i risultati dell'analisi filogenetica di Osca et al. del 2014, posero Abyssochrysidae nella superfamiglia Abyssochrysoidea.
Il genere Abyssochrysos contiene alla data 8 specie di cui due estinte:
- Abyssochrysos bicinctus Bouchet, 1991
- † Abyssochrysos bituminifer (C. W. Cooke, 1919)
- Abyssochrysos brasilianus Bouchet, 1991
- † Abyssochrysos costatus (C. W. Cooke, 1919)
- Abyssochrysos eburneus Locard, 1897
- Abyssochrysos melanioides Tomlin, 1927
- Abyssochrysos melvilli Schepman, 1909
- Abyssochrysos xouthos Killeen & Oliver, 2000